# 别名分析
别名分析（Alias analysis）是编译器理论中的一种程序分析技术。当程序中同时出现两个甚至多个符号代表同样一个内存位置时，这些符号便可称作别名。与此相对应的，当两个或更多指针指向同一个地址时，那些指针称作别名指针。别名分析则是判断一个程序内是否存在别名的算法。
别名（Alias）的存在会增加编译器的优化难度，甚至阻止某种优化的发生。因此，别名是否存在于程序中，对于一些优化手段是不可或缺的一个信息。在这种场景下，别名分析显得尤为重要。